# Thomas Enqvist
Thomas Karl Johan Enqvist (* 13. März 1974 in Stockholm) ist ein ehemaliger schwedischer Tennisspieler.

## Karriere
In seiner Laufbahn gewann er 19 Einzel- und einen Doppeltitel. Seine größten Erfolge waren die Siege bei den Turnieren der Masters Series in Paris (1996), Stuttgart (1999) und Cincinnati (2000). Seine beste Weltranglistenplatzierung erreichte er im Jahr 1999 mit Position 4. 1999 erreichte er das Finale der Australian Open, das er gegen Jewgeni Kafelnikow mit 6:4, 0:6, 3:6 und 6:7 verlor. 2001 stand er in Wimbledon im Viertelfinale.
Elf seiner 19 Einzeltitel gewann er bei Hallenturnieren. So gewann er unter anderem im Jahr 2000 in Basel, wo er im Finale den aufstrebenden Roger Federer mit 6:2, 4:6, 7:6, 1:6 und 6:1 besiegte.
Zudem stand Enqvist mit Schweden 1997 im Davis-Cup-Finale.
Trotz seines Talents konnte er aber nicht an die Leistungen von Björn Borg, Stefan Edberg oder Mats Wilander anknüpfen. Anhaltende Verletzungssorgen bewegten Enqvist dazu, seine Karriere zu beenden. Am 20. April 2006 erklärte er gegenüber der Tageszeitung Svenska Dagbladet seinen Abschied vom Profitennis.

## Erfolge
| Legende (Anzahl der Siege)        |
| Grand Slam (0)                    |
| Tennis Masters Cup (0)            |
| ATP Masters Series (3)            |
| ATP International Series Gold (2) |
| ATP International Series (14)     |

### Einzel

#### Turniersiege
| Nr. | Datum             | Turnier       | Belag         | Finalgegner        | Ergebnis                 |
| --- | ----------------- | ------------- | ------------- | ------------------ | ------------------------ |
| 1.  | 19. Oktober 1992  | Bozen         | Teppich (i)   | Arnaud Boetsch     | 6:1, 1:6, 7:67           |
| 2.  | 30. August 1993   | Schenectady   | Hartplatz     | Brett Steven       | 4:6, 6:3, 7:60           |
| 3.  | 16. Januar 1995   | Auckland      | Hartplatz     | Chuck Adams        | 6:2, 6:1                 |
| 4.  | 27. Februar 1995  | Philadelphia  | Teppich (i)   | Michael Chang      | 0:6, 6:4, 6:0            |
| 5.  | 15. Mai 1995      | Pinehurst     | Sand          | Javier Frana       | 6:3, 3:6, 6:3            |
| 6.  | 21. August 1995   | Indianapolis  | Hartplatz     | Bernd Karbacher    | 6:4, 6:3                 |
| 7.  | 13. November 1995 | Stockholm (1) | Hartplatz (i) | Arnaud Boetsch     | 7:5, 6:4                 |
| 8.  | 15. April 1996    | Neu-Delhi     | Hartplatz     | Byron Black        | 6:2, 7:63                |
| 9.  | 4. November 1996  | Paris         | Teppich (i)   | Jewgeni Kafelnikow | 6:2, 6:4, 7:5            |
| 10. | 11. November 1996 | Stockholm (2) | Hartplatz (i) | Todd Martin        | 7:5, 6:4, 7:60           |
| 11. | 17. Februar 1997  | Marseille (1) | Hartplatz (i) | Marcelo Ríos       | 6:4, 1:0 Aufgabe         |
| 12. | 9. Februar 1998   | Marseille (2) | Hartplatz (i) | Jewgeni Kafelnikow | 6:4, 6:1                 |
| 13. | 4. Mai 1998       | München       | Sand          | Andre Agassi       | 6:74, 7:66, 6:3          |
| 14. | 11. Januar 1999   | Adelaide      | Hartplatz     | Lleyton Hewitt     | 4:6, 6:1, 6:2            |
| 15. | 1. November 1999  | Stuttgart     | Hartplatz (i) | Richard Krajicek   | 6:1, 6:4, 5:7, 7:5       |
| 16. | 15. November 1999 | Stockholm (3) | Hartplatz (i) | Magnus Gustafsson  | 6:3, 6:4, 6:2            |
| 17. | 5. Juli 2000      | Cincinnati    | Hartplatz     | Tim Henman         | 7:65, 6:4                |
| 18. | 30. Oktober 2000  | Basel         | Teppich (i)   | Roger Federer      | 6:2, 4:6, 7:64, 1:6, 6:1 |
| 19. | 18. Februar 2002  | Marseille (3) | Hartplatz (i) | Nicolas Escudé     | 6:74, 6:3, 6:1           |

#### Finalteilnahmen
| Nr. | Datum           | Turnier         | Belag         | Finalgegner        | Ergebnis            |
| --- | --------------- | --------------- | ------------- | ------------------ | ------------------- |
| 1.  | 6. August 1995  | Los Angeles (1) | Hartplatz     | Michael Stich      | 7:67, 6:74, 2:6     |
| 2.  | 27. Juli 1997   | Los Angeles (2) | Hartplatz     | Jim Courier        | 4:6, 4:6            |
| 3.  | 1. März 1998    | Philadelphia    | Hartplatz (i) | Pete Sampras       | 5:7, 6:73           |
| 4.  | 31. Januar 1999 | Australian Open | Hartplatz     | Jewgeni Kafelnikow | 6:4, 0:6, 3:6, 6:71 |
| 5.  | 9. Januar 2000  | Adelaide        | Hartplatz     | Lleyton Hewitt     | 6:3, 3:6, 2:6       |
| 6.  | 19. März 2000   | Indian Wells    | Hartplatz     | Àlex Corretja      | 4:6, 4:6, 3:6       |
| 7.  | 27. August 2000 | Long Island     | Hartplatz     | Magnus Norman      | 3:6, 7:5, 5:7       |

### Doppel

#### Turniersiege
| Nr. | Datum            | Turnier   | Belag         | Partner        | Finalgegner                      | Ergebnis |
| --- | ---------------- | --------- | ------------- | -------------- | -------------------------------- | -------- |
| 1.  | 10. Februar 1997 | Marseille | Hartplatz (i) | Magnus Larsson | Olivier Delaître Fabrice Santoro | 6:3, 6:4 |